# Burcher
Burcher är en ort i Australien. Den ligger i kommunen Lachlan och delstaten New South Wales, i den sydöstra delen av landet, omkring 370 kilometer väster om delstatshuvudstaden Sydney.
Trakten runt Burcher är nära nog obefolkad, med mindre än två invånare per kvadratkilometer.. Det finns inga andra samhällen i närheten.
Trakten runt Burcher består till största delen av jordbruksmark. Genomsnittlig årsnederbörd är 549 millimeter. Den regnigaste månaden är februari, med i genomsnitt 114 mm nederbörd, och den torraste är oktober, med 14 mm nederbörd.